# Chapelloise
De chapelloise, Aleman's Marsj, Belgijka of All-American Promenade is een Zweedse volksdans die zich vanuit Frankrijk over heel Europa heeft verspreid. In België en Nederland wordt de dans ook wel jig genoemd, omdat hij vaak op de muziek van Ierse jigs gedanst wordt. Veel typische muziek voor deze dans is echter in vierkwartsmaat, en dus zeker geen jig. De schrijfwijze "gigue" of zelfs "jigue" komt ook voor. In Polen is de dans bekend onder de naam "belgijka" (wat "Belgische dans" betekent), waar hij zeer populair is.

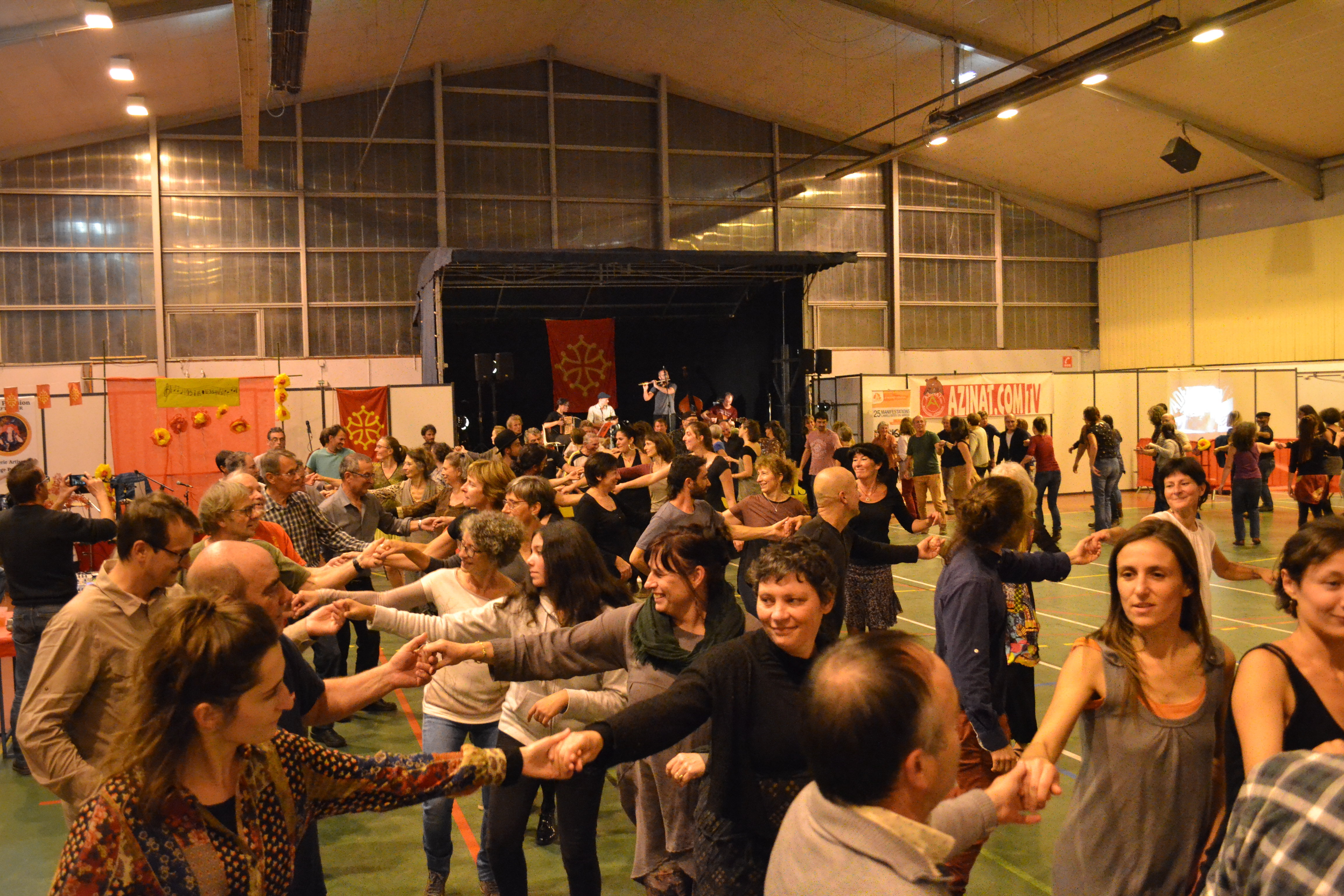
Le Bal de Sur les chemins à l'occasion de la Nuit du Trad de Saint-Girons de 2018

## Oorsprong
De chapelloise is een mixer, een dans waarbij in steeds wisselende paren gedanst wordt. Hij is afkomstig uit Zweden, waar hij Aleman's Marsj genoemd wordt. In de jaren 1930 werd de dans in Frankrijk geïntroduceerd en verspreidde zich daar in de jaren 1970 bij de folkbals.
In Schotland bestaat een dans die er erg op lijkt, de Gay Gordons. Deze dans is echter geen mixer.

## Omschrijving
De chapelloise wordt gedanst op een ritme van acht vierkwartsmaten, of zestien 6/8-maten. Aan het eind van de choreografie wisselen de dansers van partner, zodat (indien de dans lang genoeg duurt) elke leider een keer met elke volger danst.
De paren staan achter elkaar in een cirkel, tegen de klok in kijkend, de leider aan de binnenkant en de volger aan de buitenkant; de leider heeft in zijn rechterhand de linkerhand van de volger.
1. de paren lopen vier passen vooruit
2. ze draaien om en lopen vier passen achteruit, nog steeds in dezelfde richting
3. ze lopen vier passen vooruit, terugkerend op hun schreden
4. ze draaien om, lopen vier passen achteruit en zijn terug op hun uitgangspunt
5. de dansers bewegen naar elkaar toe en weer van elkaar af
6. leider en volger wisselen van plaats: de volger draait voor de leider langs, hem aankijkend, en de leider beweegt naar rechts
7. de dansers bewegen weer naar elkaar toe en van elkaar af
8. de leider doet zijn linkerarm omhoog; de volger draait daardoorheen (pastourelle) en komt rechts van de leider van het paar achter hun terecht; de leiders bewegen zich weer naar links

Op de festoù-noz in Bretagne danst men een variant in het midden van een tovercirkel, op een rij en zonder van partner te wisselen.
Het is meestal goed mogelijk om een tovercirkel te dansen op de muziek van een chapelloise of omgekeerd; de choreografie van de tovercirkel heeft twee keer zoveel maten als die van de chapelloise.